# Elhovo
Elhovo (búlgaro: Елхово) é uma cidade da Bulgária, localizada no distrito de Yambol. A sua população era de 10,553 habitantes segundo o censo de 2010.

## População
| Elhovo | Elhovo | Elhovo | Elhovo | Elhovo | Elhovo | Elhovo | Elhovo | Elhovo | Elhovo | Elhovo | Elhovo | Elhovo | Elhovo | Elhovo | Elhovo | Elhovo | Elhovo | Elhovo | Elhovo |
| --- | ------ | ------ | ------ | ------ | ------ | ------ | ------ | ------ | ------ | ------ | ------ | ------ | ------ | ------ | ------ | ------ | ------ | ------ | ------ |
| Ano | 1887   | 1910   | 1934   | 1946   | 1956   | 1965   | 1975   | 1985   | 1992   | 2001   | 2002   | 2003   | 2004   | 2005   | 2006   | 2007   | 2008   | 2009   | 2010   |
| População |        |        |        | 6,720  | 10,325 | 11,314 | 12,358 | 13,665 | 13,776 | 12,394 | 12,070 | 11,797 | 11,564 | 11,416 | 11,205 | 11,026 | 10,846 | 10,743 | 10,553 |
| Fontes: Instituto Nacional de Estatísticas, „citypopulation.de“, „pop-stat.mashke.org“, Bulgarian Academy of Sciences |        |        |        |        |        |        |        |        |        |        |        |        |        |        |        |        |        |        |        |